# Photinia calleryana
Photinia calleryana là loài thực vật có hoa trong họ Hoa hồng. Loài này được (Decne.) Cardot miêu tả khoa học đầu tiên năm 1918.